# Canal de Lempäälä
Le Canal de Lempäälä (finnois : Lempäälän kanava) est un canal reliant le lac Pyhäjärvi au  lac Vanajavesi en Finlande.

## Description
Le canal est construit en 1867-1874.
Au début, il accueille un important trafic de passagers.
Quand la voie ferrée Tampere-Hämeenlinna est mise en service en 1876, le canal ne sert plus qu'au transport de marchandises.
De nos jours, il ne sert pratiquement qu'au tourisme et il est emprunté par la ligne Suomen Hopealinja entre Tampere et Hämeenlinna.